# Olmillos de Muñó
Olmillos de Muñó è un comune spagnolo di 37 abitanti situato nella comunità autonoma di Castiglia e León.